# شعوب محيضة (حزم العدين)

تعديل مصدري - تعديل

شعوب محيضة محلة تابعة لقرية خبات، التابعة لعزلة الاجعوم بمديرية حزم العدين إحدى مديريات محافظة إب في الجمهورية اليمنية، بلغ تعداد سكانها 112 حسب تعداد اليمن لعام 2004.